# Сосенка (озеро)
Сосе́нка (бел. Со́сенка) — озеро в Ушачском районе Витебской области Белоруссии. Относится к бассейну реки Дива.

## Описание
Озеро Сосенка располагается в 26 км к востоку от городского посёлка Ушачи, рядом с деревней Кривушино.
Площадь зеркала составляет 0,17 км², длина — 0,69 км, наибольшая ширина — 0,36 км. Длина береговой линии — 1,8 км. Наибольшая глубина — 7,2 м, средняя — 3,9 м. Объём воды в озере — 0,67 млн м³. Площадь водосбора — 1,13 км².
Котловина эворзионного типа, вытянута с северо-запада на юго-восток и имеет овальную форму. Склоны котловины пологие, суглинистые, распаханные. Высота склонов достигает 10—12 м. Береговая линия относительно ровная. Берега сливаются со склонами котловины. На северо-востоке и юго-западе у кромки берега формируются сплавины.
Подводная часть озёрной котловины имеет чашеобразную форму. Глубины до 2 м занимают около 24 % площади озера. Мелководье сложено песком и опесчаненым илом. Глубже 1,5—3,5 м дно покрыто глинистым илом.
Водная толща подвержена стратификации. Минерализация воды варьируется от 250 до 300 мг/л, прозрачность достигает 2 м. Водородный показатель изменяется в пределах 6—6,7, что соответствует слабокислой реакции. Водоём является эвтрофным.
Озеро соединяется ручьями с озером Кривое и с каналом, соединяющим озёра Берёзовское и Красное.
Водоём умеренно зарастает. Полоса прибрежной растительности спускается в озеро до глубины 1—1,5 м и имеет ширину 10—15 м. Подводные макрофиты встречаются до глубины 3,5 м.
В озере обитают лещ, щука, окунь, карась, линь, плотва, краснопёрка, ёрш.